# La Vie aventureuse de Jack London
Pour plus de détails, voir Fiche technique et Distribution.
La Vie aventureuse de Jack London (Jack London) est un film américain d'Alfred Santell sorti en 1943.

## Synopsis
La vie de l'aventurier et écrivain Jack London.

## Fiche technique
- Titre : La Vie aventureuse de Jack London
- Titre original : Jack London
- Réalisation : Alfred Santell
- Producteur : Samuel Bronston et Joseph H. Nadel (producteur associé)
- Société de production : Samuel Bronston Productions
- Société de distribution : United Artists
- Scénario et adaptation : Ernest Pascal et Isaac Don Levine d'après le roman The Book of Jack London de Charmian London
- Photographie : John W. Boyle et Lee Garmes
- Musique : Freddie Rich
- Direction artistique : Bernard Herzbrun
- Décorateur de plateau : Earl Wooden
- Costumes : Maria P. Donovan et Arnold McDonald
- Montage : William H. Ziegler
- Pays de production : États-Unis
- Format : Noir et blanc - Son : Mono (Western Electric Mirrophonic Recording)
- Durée : 94 minutes
- Genre : Film d'aventure - Film biographique
- Date de sortie : 24 novembre 1943 première San Francisco, Californie (USA)

## Distribution
- Michael O'Shea : Jack London
- Susan Hayward : Charmian Kittredge
- Osa Massen : Freda Maloof
- Harry Davenport : Professeur Hilliard
- Frank Craven : Vieux Tom
- Virginia Mayo : Mamie
- Ralph Morgan : George Brett
- Jonathan Hale : Kerwin Maxwell
- Louise Beavers : Mammy Jenny
- Leonard Strong : Capitaine Tanaka
- Regis Toomey : Scratch Nelson
- Albert Van Antwerp : French Frank
- Lumsden Hare : Correspondant anglais
- Edward Earle : James Hare
- Robert Homans : Capitaine Allen
- Morgan Conway : Richard Harding Dennis
- Paul Hurst: „Lucky Luke“ Lannigan

Acteurs non crédités
- Davison Clark : Un commissaire
- Olin Howland : Un télégraphiste
- Arthur Loft : Fred Palmer
- Sarah Padden : Une femme à la conserverie